# Julien Reverchon
Julien Reverchon (3 de agosto de 1837, Diémoz - 30 de diciembre de 1905) fue un naturalista y botánico francés.

## Biografía
Era hijo de Maximilien Reverchon y de Fleurine Pétel.
Sus hermanos fueron el famoso botánico Y médico Paul-Alphonse Reverchon (1833-1907), así como Julien Reverchon (1837-1905) también eminente botánico. Su padre era partidario de las tesis de Charles Fourier (1772-1837), y decidió unirse al filósofo Victor Considerant (1808-1893) en La Reunion (Dallas), cerca de Dallas (Tejas). Julian mostró una temprana pasión por la historia natural, como su hermano, y conformó una colección de cerca de 2.000 especies de plantas.
La familia arribó a La Réunion en diciembre de 1856 y enseguida supo del fracaso de las colonias fourieristas. Además Jacques Reverchon compró una pequeña granja en las cercanías. Julien comenzó a estudiar la flora local. Se casó con Marie Henri el 24 de julio de 1864 y tuvieron dos hijos que murieron de fiebre tifoidea en 1884.
Después de varios años de abandono de la botánica, reinició la recolección de plantas en 1869, año en que realizó una expedición para recoger fósiles con Jacob Boll (1828-1880) en el oeste de Tejas. Por sus recolecciones posteriores, contribuyó a la consecución de floras firmadas por Asa Gray (1810-1888) y Charles Sprague Sargent (1841-1927) y al enriquecimiento de muchas colecciones estadounidenses. Enseñó al final de su vida botánica en la Universidad Baylor College de Medicina y Farmacia en Dallas. En el momento de su muerte, más de 2600 especies se cultivaban en su finca y contaba con un rico herbario de 20.000 ejemplares. Hoy en día se mantiene en el Missouri Botanical Garden de Saint Louis.

## Honores
- Ciudad de Dallas, bautizó un jardín botánico: " Reverchon Park", en su honor.

- La abreviatura «J.Rev.» se emplea para indicar a Julien Reverchon como autoridad en la descripción y clasificación científica de los vegetales.[1]